# Gonzalo Martínez (baloncestista)
Gonzalo Martínez Martínez (nacido el 3 de julio de 1974 en Madrid, Comunidad de Madrid) es un exjugador de baloncesto español. Con 1.78 metros de estatura, jugaba en el puesto de base. El 11 de diciembre de 2008 anunció en rueda de prensa su retirada del baloncesto profesional.

## Saga de los Martínez
Su padre, Juan Antonio, fue jugador de baloncesto al igual que sus tíos Fernando, Manuel y Luis  y su hermano Pablo. Todos ellos jugaron la mayor parte de su carrera con Estudiantes.

## Trayectoria

### Clubes
- Estudiantes - (España): 1994-2002
- CB Gran Canaria - (España): 2002-2006
- Estudiantes - (España): 2006-2008
- Club Baloncesto Murcia - (España): 2008